# Бреттен
Бреттен (нім. Bretten) — місто в Німеччині, знаходиться в землі Баден-Вюртемберг. Підпорядковується адміністративному округу Карлсруе. Входить до складу району Карлсруе.
Площа — 71,12 км2. Населення становить 29 538 ос. (станом на 31 грудня 2020).